# Генералов, Николай Иванович
Никола́й Ива́нович Генера́лов (1905—1990) — советский дипломат. Чрезвычайный и полномочный посол.

## Биография
- В 1936—1937 годах — сотрудник центрального аппарата НКИД СССР.
- В 1937—1941 годах — сотрудник полпредства СССР в Японии.
- В 1941—1943 годах — служба в рядах РККА.
- В 1943—1945 годах — сотрудник центрального аппарата НКИД СССР.
- В 1945—1947 годах — заведующий II Дальневосточным отделом НКИД (с 1946 — МИД) СССР.
- В 1947—1949 годах — политический советник при члене Союзного Совета для Японии.
- В 1950—1951 годах — сотрудник центрального аппарата НКИД СССР.
- В 1951—1953 годах — заместитель заведующего II Дальневосточным отделом МИД СССР.
- С 16 июля 1953 по 23 апреля 1954 года — чрезвычайный и полномочный посол СССР в Австралии.
- С 10 сентября 1953 по 15 декабря 1955 года — чрезвычайный и полномочный посланник СССР в Новой Зеландии по совместительству.
- С 15 декабря 1955 по 18 октября 1959 года — чрезвычайный и полномочный посол СССР в Ливии.

Член ВКП(б). С 1959 года — в отставке. Сын Олег — инженер.

## Награды
- Орден Трудового Красного Знамени (5 ноября 1945).
- Медаль «За доблестный труд в Великой Отечественной войне 1941—1945 гг.»[2].